# Gornja Ljuboviđa
Gornja Ljuboviđa (Servisch cyrillisch Горња Љубовиђа) is een plaats in de Servische gemeente Ljubovija. De plaats telt 443 inwoners (2002).